# Rafael Uribe Uribe (Bogota)
Rafael Uribe Uribe est le 18e district de Bogota, la capitale et plus grande ville de Colombie. Sa superficie est de 13,44 km2 et sa population de 376 711 habitants.